# 蓬萨科
蓬萨科（義大利語：Ponsacco），是意大利比萨省的一个市镇。总面积19平方公里，人口15455人，人口密度813.4人/平方公里（2009年）。ISTAT代码为050028。

## 友好城市
- 法國 布里涅